# Anthomyia imbrida
Anthomyia imbrida är en tvåvingeart som beskrevs av Camillo Rondani 1866. Anthomyia imbrida ingår i släktet Anthomyia och familjen blomsterflugor. Arten har ej påträffats i Sverige. Inga underarter finns listade i Catalogue of Life.